# Geração 80
Geração 80 (Generation 80) var en brasiliansk konströrelse som framträdde under 1980-talet. 
Efter att militärdiktaturen i Brasilien föll 1985 firade Geração 80 sin nyförvärvade frihet med att måla i en stil som var färgstark och uttrycksfull. Medan den amerikanska popkonsten under 1980-talet kom att införliva industrisamhällets symboler, var den konst som skapades av Geração 80 starkt samhällskritisk. José Leonilson var en av de viktigaste representanterna för rörelsen.